# Nyírmártonfalva
Nyírmártonfalva är en ort i Ungern.   Den ligger i provinsen Hajdú-Bihar, i den östra delen av landet, 210 km öster om huvudstaden Budapest. Nyírmártonfalva ligger 144 meter över havet och antalet invånare är 2 130.
Terrängen runt Nyírmártonfalva är mycket platt. Runt Nyírmártonfalva är det ganska tätbefolkat, med 56 invånare per kvadratkilometer. Närmaste större samhälle är Hajdúsámson, 10,2 km väster om Nyírmártonfalva. Omgivningarna runt Nyírmártonfalva är en mosaik av jordbruksmark och naturlig växtlighet.